# Villanueva de la Vera (ort)
Villanueva de la Vera är en ort i Spanien.   Den ligger i provinsen Provincia de Cáceres och regionen Extremadura, i den centrala delen av landet, 150 km väster om huvudstaden Madrid. Villanueva de la Vera ligger 509 meter över havet och antalet invånare är 2 171.
Terrängen runt Villanueva de la Vera är varierad.Runt Villanueva de la Vera är det ganska glesbefolkat, med 30 invånare per kvadratkilometer. Närmaste större samhälle är Candeleda, 19,1 km öster om Villanueva de la Vera. Trakten runt Villanueva de la Vera består till största delen av jordbruksmark.